# Guillaume Durand
Pour les articles homonymes, voir Guillaume Durand (homonymie) et Durand.
 (avril 2017).
Si vous disposez d'ouvrages ou d'articles de référence ou si vous connaissez des sites web de qualité traitant du thème abordé ici, merci de compléter l'article en donnant les références utiles à sa vérifiabilité et en les liant à la section « Notes et références ».
Guillaume Durand, né le 23 septembre 1952 à Boulogne-Billancourt, est un journaliste, animateur de radio et de télévision français. Il reçoit le prix Renaudot essai 2022 pour Déjeunons sur l'herbe.

## Biographie

### Famille, formation et débuts
Guillaume Durand est le fils des galeristes Lucien et Nicole Durand qui ont contribué à lancer l'avant-garde en France dans les années 1960, ce qui explique sa passion pour l'art contemporain.
Après des études au lycée Janson-de-Sailly Guillaume Durand est diplômé d'une maîtrise en histoire.
D'abord professeur d'histoire-géographie, il devient en 1978 journaliste à Europe 1, d'abord[style à revoir] comme reporter puis comme présentateur de flashs d'information. Il est par la suite rédacteur en chef adjoint chargé du journal de 8 h, puis de la tranche 7 h-8 h.

### Carrière

#### La Cinq
En 1986 Guillaume Durand rejoint La Cinq de Silvio Berlusconi pour y présenter la toute première émission des records à la télévision française, Record, consacrée aux records sportifs. De 1987 à 1991 il y présente le Journal de 20 heures. Dans une des éditions de ce journal, en novembre 1988, il prétend qu'il a « des assurances selon lesquelles Pauline Lafont est vivante », après avoir reçu des informations d'un interlocuteur anonyme : « Pauline désirait prendre du recul. Elle sortira de sa cachette dans quelques semaines », déclaration dont il s'excuse à plusieurs reprises auprès de sa mère Bernadette Lafont,.
Quelques mois plus tard, lors d'une émission spéciale, il donne la parole à des interlocuteurs anonymes au téléphone, qui déclarent que l'assassinat de John Fitzgerald Kennedy est l'œuvre de la mafia marseillaise[réf. nécessaire].
En parallèle, il présente deux émissions dominicales en direct : Face à France et Au cœur de l'affaire, produites par le tandem à succès Catherine Barma et Thierry Ardisson.
La présentation du journal s'interrompt le 31 août 1991. Alors que le 7 septembre 1991 son interview exclusive de Boris Eltsine est diffusée , le nouvel actionnaire Jean-Luc Lagardère lui préfère le duo Béatrice Schönberg et Gilles Schneider.
Dès septembre 1991, sous la houlette de Patrice Duhamel et de Catherine Barma, il présente Les absents ont toujours tort, une émission en direct, réalisée par Philippe Lallemant dans un décor monumental reconstituant la Chambre des communes,.

#### TF1
Après la mort de La Cinq, Guillaume Durand rejoint TF1 où il anime une émission de débat, Durand la nuit, le mardi en deuxième partie de soirée, ainsi que Toute la ville en parle, un samedi par mois en première partie de soirée. Deux émissions produites par Jacques Marouani.
De juin 1994 à juin 1997, il est directeur adjoint de la rédaction de la chaîne d'information en continu LCI. Parallèlement, il anime LMI, le grand rendez-vous politique de TF1.
Le 2 mai 1995, il anime avec Alain Duhamel le débat télévisé du second tour de l'élection présidentielle française entre Lionel Jospin et Jacques Chirac, retransmis sur TF1 et France 2.

#### Canal +
Après cette carrière de journaliste, Guillaume Durand devient animateur de talk-show. De septembre 1997 à juin 1999, il présente et produit Nulle part ailleurs sur Canal+. Il est selon lui « renvoyé d'une manière brutale et intolérable » par le directeur des programmes de Canal+, Alain de Greef, et le responsable de la rédaction, Bernard Zekri. Ce limogeage l'amène à publier un essai, La Peur bleue, dans lequel il dévoile les « manœuvres et dérives » de cette chaîne privée[réf. nécessaire].

#### Retour à la radio et télévision
À la rentrée 1999, Guillaume Durand retrouve Europe 1 pour présenter une série d'interviews du lundi au vendredi entre 18 h 30 et 19 h. Parallèlement, il rejoint en septembre 2001 la chaîne France 2 pour animer un magazine littéraire Campus, le magazine de l'écrit, ainsi que Trafic.musique à partir d'octobre 2002[réf. nécessaire].
En septembre 2004, il quitte Europe 1, pour réaliser une interview quotidienne sur la chaîne I-Télé, tout en continuant ses deux émissions sur France 2. À la rentrée 2005, l'émission, qui suit La Grande Édition (un journal 30 minutes présenté par Harry Roselmack), est rebaptisée La Grande Édition, la suite pour être diffusée du lundi au jeudi de 18 h 30 à 19 h 30. Le vendredi, il présente à 19 h 20 Le Franc Parler, un entretien de 40 minutes avec une personnalité politique diffusé en direct et en simultanée sur I-Télé et France Inter, en partenariat avec l'hebdomadaire Le Point. Il arrête de présenter Le Franc Parler en janvier 2006, puisqu'à cette date, ses deux émissions sur France 2 sont fusionnées dans une nouvelle version de Campus diffusée tous les vendredis soir en direct à 22 h 30[réf. nécessaire].
À la fin de la saison 2005/2006, il quitte I-Télé (où il est remplacé par Thomas Hugues) en raison d’une clause d’exclusivité avec France 2. En septembre 2006, il crée l'émission Esprits libres sur France 2, qui remplace Campus. Ce nouveau rendez-vous culturel orienté vers le débat permet de confronter auteurs, artistes, critiques, spécialistes et téléspectateurs avertis[réf. nécessaire].
En septembre 2007, il revient sur Europe 1 pour animer l'émission de libre-antenne À l'air libre du lundi au vendredi de 18 h à 20 h, en remplacement de Pierre-Marie Christin.

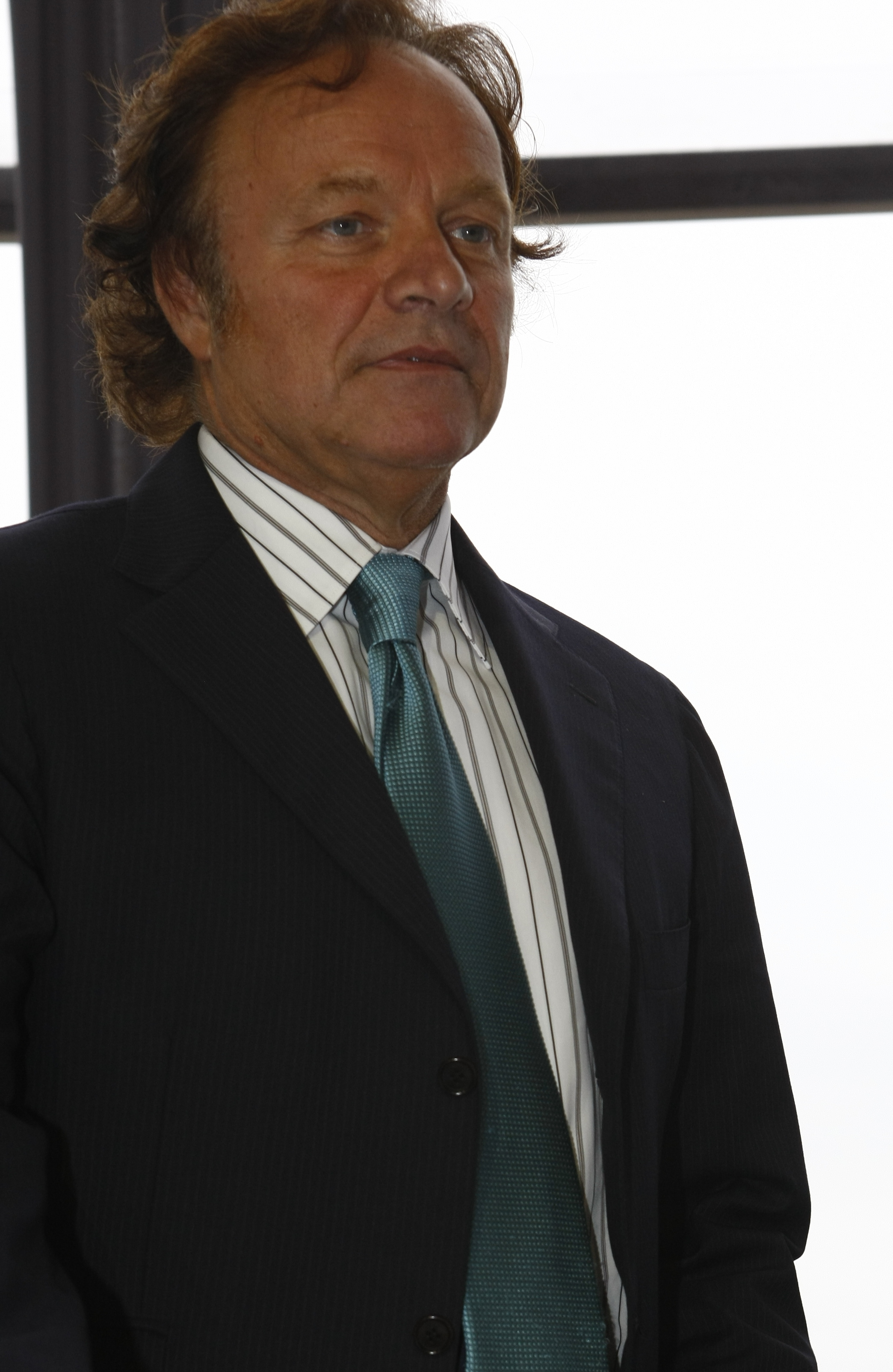
Guillaume Durand en 2008.

À la rentrée 2008, alors qu'il est remplacé sur Europe 1 par Marie Drucker et Patrick Cohen et qu’Esprits libres n'est pas reconduit sur France 2, il anime sur la chaîne publique L'Objet du scandale, un magazine revenant sur « des grands faits de société » le dimanche après-midi.
En septembre 2009, il succède à Jean-Luc Hees à la présentation de la matinale de Radio Classique. À partir de septembre 2010, il présente Conversation inédites face aux français un mardi sur deux sur France 2 en deuxième partie de soirée. À partir de janvier 2011, son interview matinale sur Radio Classique est diffusée également sur la chaîne d'information en continu I-Télé. Il coprésente En route vers la présidentielle avec Michaël Darmon, chroniqueur politique sur i-Télé.
En septembre 2011, il rejoint la chaîne Paris Première pour y animer Rive droite, une émission dans la lignée de 93, faubourg Saint-Honoré où il organise tous les mercredis des dîners dans son appartement de 400 m2 décoré d'œuvres de Bertrand Lavier, Xavier Veilhan, Daniel Buren, Peter Lindbergh ou Rosson Crow.
En 2012, alors qu'il est toujours employé comme présentateur sur Radio Classique, propriété du groupe LVMH, Guillaume Durand réalise avec Gilles de Maistre un portrait de Bernard Arnault, PDG de LVMH. Ce documentaire intitulé Bernard Arnault, l'enfance est un destin, véritable dithyrambe entonné par Guillaume Durand en l'honneur de son employeur, est diffusé le 3 février 2012 sur France 5.
À partir du 18 mars 2013 il fait son retour à la télévision sur la chaîne Non Stop People. L'animateur présente tous les soirs un talk show (émission-débat) The Artists diffusé à 22 h.
Depuis 2013 il est rédacteur en chef magazine de Citizen K International et Citizen K Homme Sport.
Depuis 2015 il présente Culture Club, sur Radio Classique, et anime 300 Millions de critiques, émission diffusée sur TV5 Monde le samedi depuis 2015[réf. nécessaire].
Il remplace Denis Olivennes à la présentation de l'émission Au bonheur des livres à partir d'octobre 2023, lorsque ce dernier est pressenti pour prendre la tête du groupe d'édition Editis.

### Vie privée
Guillaume Durand est collectionneur d'art, avec une passion pour l'art contemporain.
Marié deux fois, il a cinq enfants. Il épouse sa première femme en 1978, avec laquelle il a trois enfants : une fille née en 1979 et deux fils nés en 1981 et en 1985,.
En avril 2009 il épouse Diane de Mac Mahon, réalisatrice et directrice d'antenne de la chaîne I-Télévision entre 1999 et 2002 et ex-compagne de Frédéric Beigbeder. En couple depuis 1997, ils ont un fils, né en 1999, et une fille, née en 2008.
Il est condamné en 2006 à six mois de prison avec sursis par la cour d'appel de Paris pour fraude fiscale.
En juin 2021, il se fait opérer d'un cancer de la mâchoire dont il est en rémission depuis janvier 2022.

## Publications
- La Peur bleue, éditions Grasset, mars 2000, 267 p. (ISBN 978-2-246-57691-4)Journal de bord de son passage par Canal+ pendant les saisons 1997-1998 et 1998-1999.
- Il était une fois Françoise Sagan, Jacques Marie Laffont éditeur, janvier 2005,  (ISBN 2-84928-090-9)
- Mémoires d'un arythmique, Grasset, octobre 2015, 378 p.,  (ISBN 978-2-246-60781-6)
- Déjeunons sur l'herbe, Bouquins, 2022.
- Bande à part, Plon, 2024.

## Filmographie
- 1982 : Pour cent briques, t'as plus rien d'Édouard Molinaro : le journaliste d'Europe 1

## Parcours en radio
- 1978-1986 : reporter, puis présentateur des flashs d'information, puis rédacteur en chef adjoint dans l'information matinale d'Europe 1
- 1993 : sociétaire des Grosses Têtes sur RTL
- 1999-2004 : présentateur d'une série d'interviews sur Europe 1
- 2007-2008 : animateur de la libre antenne quotidienne À l'air libre sur Europe 1
- 2009-2020 : présentateur de la matinale de Radio Classique
- 2015-2020 : présentateur de Culture club sur Radio Classique

## Autres activités
- En 1993, Guillaume Durand est brièvement sociétaire aux Grosses Têtes sur RTL[réf. nécessaire].
- En 2011, il est un des membres du jury du prix Françoise-Sagan[36].
- En 2014, il anime la première édition du concours d'élégance automobile Chantilly Arts & Elegance Richard Mille[37]. Dès l'année suivante, il est remplacé par Denis Brogniart.